# Complexo Termoelétrico Jorge Lacerda
O Complexo Termoelétrico Jorge Lacerda localiza-se no município de Capivari de Baixo, no estado de Santa Catarina. O nome é uma homenagem ao governador catarinense Jorge Lacerda (1956-1958).
É considerado o maior complexo termoelétrico a carvão da América do Sul. Pode ser visto às margens da rodovia BR-101. Baseada na tecnologia alemã e checa, o complexo termoelétrico também contribui para outros ramos da atividade industrial, como o desenvolvimento da região carbonífera do estado de Santa Catarina e o incremento da Ferrovia Teresa Cristina.
É constituído por sete grupos de geração e estão agrupados em três usinas: Jorge Lacerda A, com duas unidades geradoras de 50 MW cada e duas de 66 MW cada, Jorge Lacerda B, com duas unidades de 131 MW cada e a mais moderna, Jorge Lacerda C, com uma unidade geradora de 363 MW.
O complexo é formado por três usinas térmicas a carvão, com potência total de 853 MW e fazia parte do parque gerador da estatal da Eletrosul (atual Engie, antiga Tractebel Energia), juntamente com outras duas usinas térmicas. Há ainda três usinas hidrelétricas e duas usinas em construção. Todo o parque foi privatizado em 1997, no segundo mandato do presidente Fernando Henrique Cardoso.
A garantia física considerada para comercialização da sua energia é de 649,9 MW médios e sua autorização na ANEEL para funcionamento tem vigência até o ano de 2028.
Em dezembro de 2020, a empresa Engie, seguindo uma política de descarbonização de seu portifólio, tornou público que pretendia vender o Complexo Termoelétrico Jorge Lacerda ou proceder com o descomissionamento (desativação). O Governo do Estado criou um grupo de estudo para evitar o possível desligamento das usinas.
Em outubro de 2021, foi concretizada a venda do complexo termoelétrico Jorge Lacerda para a Diamante Geração de Energia.